# Cépet
Cépet este o comună în departamentul Haute-Garonne din sudul Franței. În 2009 avea o populație de 1.491 de locuitori.

## Monument

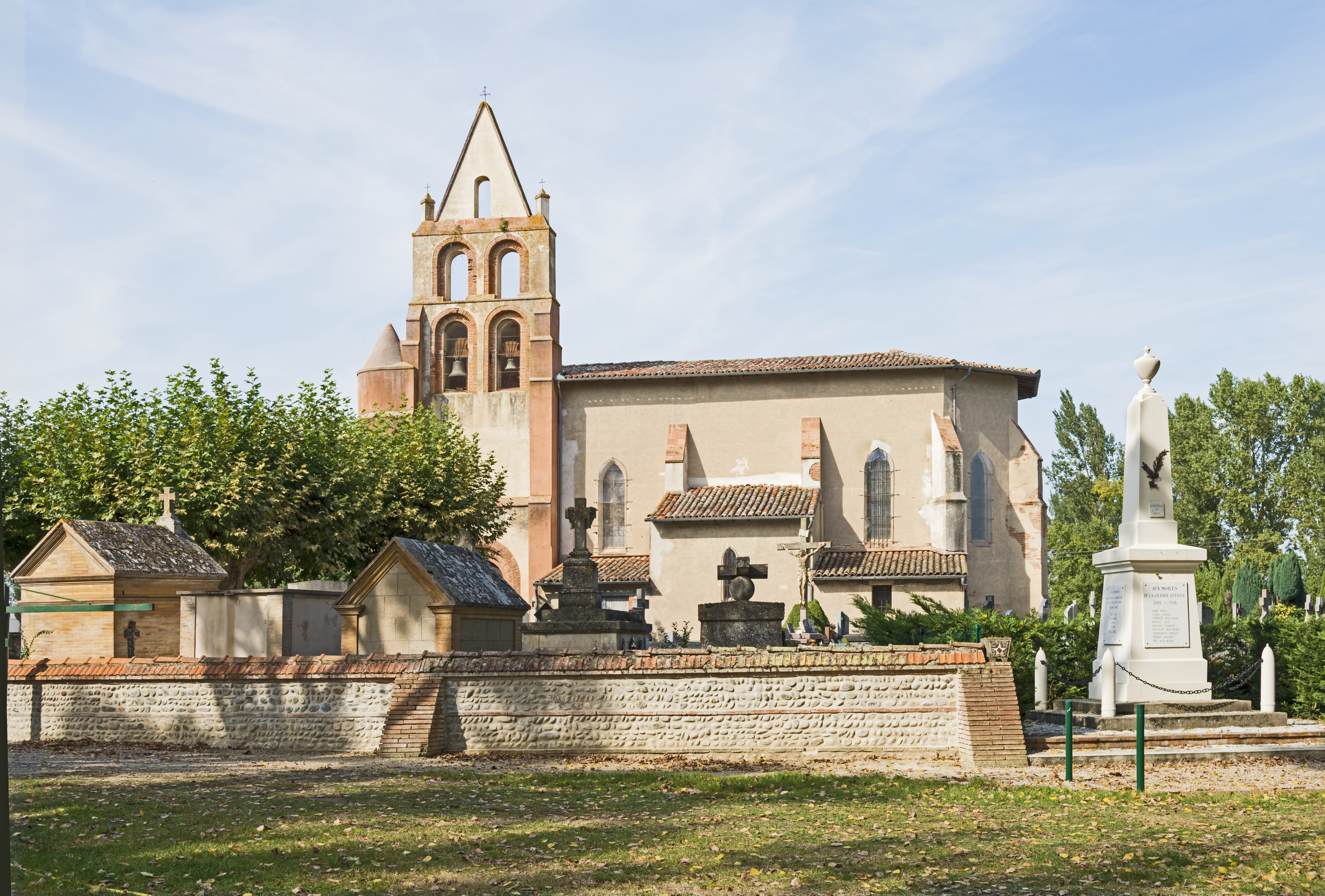

## Evoluția populației
| An        | 1975 | 1982 | 1990  | 1999  | 2006  | 2009  |
| --------- | ---- | ---- | ----- | ----- | ----- | ----- |
| Populație | 697  | 908  | 1.023 | 1.315 | 1.455 | 1.491 |